# Monte Pacino
Monte Pacino este o arie protejată (arie specială de conservare — SAC, sit de importanță comunitară — SCI) din Spania întinsă pe o suprafață de 509,79 ha, integral pe uscat.

## Localizare
Centrul sitului Monte Pacino este situat la coordonatele 42°45′40″N 0°21′09″W / 42.761°N 0.352638°V.

## Înființare
Situl Monte Pacino a fost declarat sit de importanță comunitară în ianuarie 1997 pentru a proteja 1 specie de plante și 3 specii de animale. Situl a fost protejat și ca arie specială de conservare în februarie 2021.

## Biodiversitate
Situată în ecoregiunea alpină, aria protejată conține 10 habitate naturale: Păduri de fag Asperulo-Fagetum, Păduri de fag acidofile atlantice, cu subarboret de Ilex și, uneori, de asemenea, Taxus, la nivelul arbuștilor (Quercion robori-petraeae sau Ilici-Fagenion), Mlaștini turboase de tranziție și turbării mișcătoare, Mlaștini alcaline, Pajiști silicioase din Pirinei cu Festuca eskia, Formațiuni stabile xerotermofile de Buxus sempervirens pe pante stâncoase (Berberidion p.p.), Pajiști uscate seminaturale și facies de acoperire cu tufișuri pe substraturi calcaroase (Festuco-Brometalia) (* situri importante pentru orhidee), Păduri montane și subalpine de Pinus uncinata (* dezvoltate pe substrat gipsos sau calcaros), Pajiști alpine și boreale, Grohotișuri termofile și vest-mediteraneene.
La baza desemnării sitului se află mai multe specii protejate:
- plante (1): papucul doamnei (Cypripedium calceolus)
- mamifere (1): Galemys pyrenaicus
- nevertebrate (2): rădașcă (Lucanus cervus), Rosalia alpina

Pe lângă speciile protejate, pe teritoriul sitului au mai fost identificate 15 specii de plante, 24 de specii de păsări, 4 specii de amfibieni, 3 specii de mamifere, 2 specii de nevertebrate, 1 specie de reptile.